# Салех, Атефа
Атефа Раджаби Сахале (перс. عاطفه رجبی سهاله‎; 21 сентября 1987 — 15 августа 2004) — 16-летняя иранская девушка, осуждённая и казнённая через повешение по обвинению в блуде.
Казнь девушки вызвала международные протесты, так как Иран ратифицировал Международный пакт о гражданских и политических правах, запрещающий казнь несовершеннолетних лиц. Однако в документах, поданных судьёй, был указан возраст 22 года: по словам судьи, девушка сообщила ложный возраст в надежде на смягчение своей участи.

## Описание событий
Когда Атефе было пять лет, в автомобильной катастрофе погибла её мать. Так как её отец был наркоманом, девочка была на попечении бабушки и дедушки, но на деле ей приходилось заботиться о них, а не наоборот. С раннего возраста девушка была предоставлена сама себе и улице, тем самым попав в поле зрения полиции нравов. В первый раз девушка была задержана, когда ей было 13 лет, после того как после вечеринки её обнаружили в автомобиле молодого человека. Тогда она была приговорена к ста ударам плёткой. После этого девушка задерживалась ещё два раза и также получала наказания.
В четвёртый раз девушка была задержана дома. Под пытками она заявила в том, что была несколько раз изнасилована 51-летним состоящим в браке таксистом и бывшим революционером Али Дараби. Так как у семьи Атефы не было денег на адвоката, то защита была предоставлена государством. По мнению суда, девушка совратила мужчину к измене и прелюбодеянию, поэтому она была приговорена к смертной казни. Казнь через повешение на кране состоялась 15 августа 2004 года.
Казнь Атефы вызвала значительный резонанс в иранском обществе. Судебный процесс проходил с многочисленными нарушениями. Помимо того, что в судебных документах был указан завышенный возраст обвиняемой, само обвинение было неправомерным — в прелюбодеянии могут быть обвинены только люди, состоящие в браке, в то время как Атефа в браке не состояла. Кроме того, защита Атефы не подала апелляцию на приговор, и приговор был приведён в исполнение уже через шесть дней после вынесения, несмотря на то, что обычно этот срок в Иране составляет не менее полугода, и родственники обвиняемой, вопреки закону, не были проинформированы о времени казни. При этом приговор привёл в исполнение сам судья, осудивший девушку. Многие иранцы, опрошенные Моникой Гарнси, автором документального фильма «The death of Teenager», являются сторонниками версии, что Атефа была казнена, поскольку являлась опасным свидетелем злоупотреблений, совершавшихся полицией нравов. Али Дараби был связан с полицией нравов, а через два месяца после казни Атефы, в Неке, городе, в котором жила девушка, прошла большая волна арестов, в частности, двое офицеров полиции нравов были арестованы по обвинению в вовлечении несовершеннолетних в занятие проституцией.